# Bavayia periclitata
Bavayia periclitata — вид геконоподібних ящірок родини диплодактилідів (Diplodactylidae). Ендемік Нової Каледонії. Описаний у 2022 році. 

## Поширення і екологія
Bavayia periclitata мешкають на північному заході Нової Каледонії, в гірському масиві Каала та поблизу печер Коумак. Вони живуть в склерофітних лісах поблизу карстових печер та в гірських тропічних лісах, на висоті до 500 м над рівнем моря.